# Holy Keane Amooti
Holy Keane Amooti (7 de julio de 1986 (38 años) es un artista góspel, dancehall y de reggae ugandés.
Llevó a cabo actuaciones en Kenia, Ruanda, Tanzania, y compartido escenarios con Papa san, Michelle Bonilla, Wilson Bugembe, Exodus, y Judith Babirye.

## Biografía
Amooti es hijo de Mugisa Keneth en 1986, en Fort Portal. Se crio con su abuela en la parte occidental de Uganda (Distrito Kasese). En 1998, perdió a su madre; y, en 2000, a su padre, ambos de HIV. En 2003, tanto su tía y su abuela murieron. Como el primer nacido en una familia de cuatro hermanos, Holy Keane debió cuidar de ellos. Asistió a la Escuela primaria Equator Model, luego a la Escuela Media Kasese y se graduó por la Universidad de Makerere en 2012 con una licenciatura en artes escénicas y  cinematográficas.

## Obra

### Discografía

#### Canciones
- Jah Jehovah
- Guide me
- Hero ft Becky Nantale
- Milele & mbote ndocha
- Niiwe
- Download ft Hawa Musa
- He paid it
- King and queen
- Am to p. m.
- Messiah
- Love love
- Anatupenda
- Love love remix ft JJ Worthen

## Galardones y reconocimientos
- Nominada a Artista del Año en Groove awards 2012
- Nominada a VIGA Awards: Artista del Año Dance Hall
- Nominada a HIPIPO Awards: Best On Stage Performer[5]